# Максимилиан, маркграф Баденский
Маркграф Баденский Максимилиан Андреас Фридрих Густав Эрнст Август Бернхард (нем. Maximilian Andreas Markgraf von Baden, Maximilian Andreas Friedrich Gustav Ernst August Bernhard Markgraf von Baden, Herzog von Zähringen; 3 июля 1933, замок Залем, Залем, Баден-Вюртемберг, Германия — 29 декабря 2022, Залем, Баден-Вюртемберг, Германия) — глава Баденского великогерцогского дома и титулярный великий герцог Баденский из Церингенской династии (с 1963).
Двоюродный брат короля Великобритании Карла III

## Биография
Родился 3 июля 1933 года в замке Залем. Старший сын Бертольда, маркграфа Баденского (1906—1963), и принцессы Теодоры Греческой и Датской (1906—1969). По материнской линии он является племянником Филиппа, герцога Эдинбургского, и двоюродным братом Карла III.
Учился в Залемской школе. После обучения служил офицером запаса в Бундесвере. В настоящее время — полковник запаса.
27 октября 1963 года после смерти своего отца Бертольда Максимилиан стал главой Баденского великогерцогского дома и титулярным великим герцогом Баденским.
Максимилиан является владельцем винодельни маркграфа Бадена, которой с 1998 года управляет его старший сын, наследный принц Бернхард Баденский.
Скончался 29 декабря 2022 года в возрасте 89 лет.

## Брак и дети
23 сентября 1966 года в Залеме (Баден-Вюртемберг) Максимилиан женился на эрцгерцогине Валерии Австрийской (род. 21 мая 1943), седьмой дочери эрцгерцога Хуберта Сальватора Австрийского (1894—1971) и принцессы Розмари цу Зальм-Зальм (1904—2001). Церковная церемония бракосочетания состоялась 30 сентября 1966 года в замке Перзенбойг в Австрии. Супруги имели четырёх детей:
- Принцесса Мари Луиза Элизабет Матильда Феодора Сесиль Сара Шарлотта Баденская (род. 3 июля 1969, Залем), жена с 25 сентября 1999 года Ричарда Дадли Бейкера (род. 30 марта 1936). У них одна дочь:
  - София Бейкер (род. 1 марта 2001)
- Бернхард, маркграф Баденский (род. 27 мая 1970, Залем), женат с 22 июня 2001 года на Стефани Кауль (род. 1967), у них трое сыновей:
  - Принц Леопольд Баденский (род. 18 мая 2002, Равенсбург)
  - Принц Фридрих Баденский (род. 9 марта 2004, Равенсбург)
  - Принц Карл Вильгельм Баденский (род. 11 ноября 2006, Равенсбург)
- Принц Леопольд Людвиг Макс Кристиан Клеменс Хуберт Баденский (род. 1 октября 1971, Залем)
- Принц Михель Макс Андреас Баденский (род. 11 марта 1976, Залем), женат с 4 июля 2015 года на Кристине Хене.

Будучи женатым на католичке, в соответствии с Актом о престолонаследии 1701 года, маркграф Максимилиан Баденский был исключен из порядка наследования британского престола, до вступления в силу в 2015 году закона о престолонаследии 2013 года, который восстанавливал права на наследование британского престола, аннулированные по причине вступления в брак с католиками.